# 篠原長重 (前田家臣)
篠原 長重（しのはら ながしげ）は、戦国時代から安土桃山時代にかけての武将。加賀藩士篠原家の祖。前田利家の正室・まつの実兄。通称は弥助。家紋は左三つ巴。

## 生涯
享禄2年（1529年）、織田氏の家臣・篠原一計の子として誕生した。
長重は尾張国荒子で前田利家の家臣となり、知行700石を受けている。元来、前田家と篠原家は姻戚関係にあり、利家とまつの最も身近に伺候していた。
勘六一孝（実家は青木家）を、利家の命で養子とする。利家とまつの間に生まれた利家の七女、千世（春香院）は双子で生まれたので、利家、まつと相談の上で長重が密かに引き取り、15から16歳になるまで養育した。また、まつの知らないところで利家の子を身ごもった侍女を「男子が生まれれば、前田家の将来の火種になる懸念もある」とのことから、まつ了承の上、利家に願い出て妻として迎え、篠原家で生まれたのが第2の養子・織部長次であり、利家がまつ以外の女性の間に最初にもうけた男子である。長次が生まれたことで、利家の命により一孝は別家となり、長次が「篠原本家」を継承することになる。
天正12年（1584年）の末森城の戦いの際、長重は金沢城で留守をし、主君・利家が情勢を知りたいため家臣を金沢城にやり報告を求められるとこれに適切な答えをし、利家を喜ばせている。前田家が成長していく過程での戦功は言うまでもなく、利家やまつ、家中の秘事にも携わった。
慶長2年（1597年）、京都にて没した。東山光大禅寺で葬儀が執り行われている。野田山墓地には、宝永元年（1704年）に建てられた、背後に篠原本家3代にわたる係累に関して1500字ほどの文字が刻まれた戸室石の供養碑「篠原弥助長重 千字碑」が存在する。

## 逸話
長重に5千石の加増の話があった時のことである。「せがれ、勘六（一孝）にやってくださればありがたいのですが」と答え、結局、この5千石は一孝に加増され、以後も篠原家への加増・栄典は一孝に与えられている。肥前国・名護屋での一孝配下の人夫に起因する徳川家との「水事件」、禁教令による「高山右近の厚情ある護送」、娘を嫁がせる際に作らせた「嫁坂」など逸話にも枚挙にいとまのない一孝であるが、前田家家臣筆頭として、加賀藩藩政期を通じて一頭地を抜く業績を残せたのも、芳春院の実兄・長重の後ろ盾があってのことなのである。